# Дэвис, Марк Моррис
Марк Моррис Дэвис (Mark Morris Davis; род. 27 ноября 1952, Париж) — американский иммунолог. Доктор философии (1981), профессор Стэнфордского университета, член Национальных Академии наук (1993) и Медицинской академии (2004) США, иностранный член Лондонского королевского общества (2016).

## Биография
Окончил Университет Джонса Хопкинса (бакалавр молекулярной биологии, с кафедральным отличием, 1974). Степень доктора философии по молекулярной биологии, отмеченную Milton and Frances Clauser Doctoral prize, получил в Калтехе в 1981 году. На протяжении трёх лет являлся постдоком и фелло в Национальных институтах здравоохранения. С 1983 года в Стэнфордском университете. С 1987 года исследователь Howard Hughes Medical Institute.
В 2001—2006 годах именной профессор иммунологии Стэнфордского университета (Burt and Marion Avery Professor in Immunology).
В 2002—2004 годах заведующий кафедрой микробиологии и иммунологии Школы медицины Стэнфордского университета, его заместитель с 1999 года. С 2004 года первый директор Института ITI (Stanford Institute for Immunology, Transplantation and Infection) Школы медицины Стэнфордского университета и с 2007 года её именной профессор иммунологии (Burt and Marion Avery Family Professor of Immunology).
Являлся членом секции аллергии и иммунологии Национальных институтов здравоохранения и членом научного консультативного совета Damon Runyon Cancer Research Foundation.
Член Американской академии искусств и наук (2000).
Автор более 250 статей.

## Награды и отличия
- Passano Young Scientist Award (Passano Award[нем.]), Passano Foundation (1985)
- PEW (Pew Charitable Trusts[англ.]) Scholar (1985)
- Eli Lilly and Company-Elanco Research Award[нем.], Американское общество микробиологии (1986)
- Howard Taylor Ricketts Award[нем.], Чикагский университет (1988)
- Международная премия Гайрднера (1989)
- Международная премия короля Фейсала (1995)
- Alfred P. Sloan Jr. Prize[англ.] (1996)
- Золотая медаль Пия XI Папской АН (1996)
- Behring-Heidelberger Prize Американской ассоциации иммунологов (1997)
- Novartis Prize for Basic Immunology (1998)
- Премия Вильяма Коли (2000)
- Newton-Abraham Visiting Professor, Оксфорд (2000—2001)
- Rose Payne Award, American Society for Histoocommpatibility and Immunogenetics (2002)
- Ernst W. Bertner Award (2003)
- Paul Ehrlich and Ludwig Darmstaedter Prize[англ.] (2004)
- Distinguished Alumni Award, Калтех (2005)
- Szent-Györgyi Prize for Progress in Cancer Research[англ.] (2021)